# Združenje Slovenskogoriški forum
Združenje Slovenskogoriški forum je združenje izobražencev in umetnikov iz področja Slovenskih goric.
Združenje je bilo ustanovljeno 27. marca 1999, z ciljem da se z intelektualnim, strokovnim in umetniškim delom pospeši duhovni razvoj Slovenskih goric. Na ustanovnem občnem zboru so izbrali prvi upravni odbor, za predsednika je bil izbran Marjan Žmavc, za tajnika mag. Marjan Toš, za blagajničarko Majda Toš in odbornika Mirko Žmavc ter dr. Bernard Rajh. 25. januarja 2000 je bil potrjen statut združenja s tem datumom je začelo združenje formalno in pravno delovati. Načrti združenja zajema evidentiranje naravne in kulturnozgodovinske dediščine, družboslovne raziskave in rasprave, prireditve ter izdaje publikacij, nekateri od njih so že v izvedbi.